# Sam Lloyd
Sam Lloyd, właśc. Samuel R. Lloyd IV (ur. 12 listopada 1963 w Weston, w stanie Vermont, zm. 30 kwietnia 2020 w Los Angeles) – amerykański aktor i muzyk, najlepiej znany z roli prawnika Teda Bucklanda w serialu Hoży doktorzy i sitcomie Cougar Town: Miasto kocic.

## Życiorys
Urodził się w Weston, w stanie Vermont, jako syn Marianny McGuffin i aktora Samuela Lloyda Seniora. Miał trzy siostry – Laurel, Robin i Sandrę oraz brata Jacksona. Jego wujek Christopher Lloyd stał się znany z serii Powrót do przyszłości. Uczęszczał na Uniwersytet w Syracuse.
Grywał w regionalnych przedstawieniach takich jak Arszenik i stare koronki jako krytyk teatralny Mortimer Brewster, Forever Plaid jako Sparky, The Nerd jako Rick Steadman / Kemp Hall, She Loves Me Sheldona Harnicka jako George, Sherlock Holmes jako John Foreman, a także na scenie w Los Angeles – Jak wam się podoba jako Probierczyk, Big Time jako Ted, The Musical Comedy Murders of 1940 jako irlandzki tenor Patrick O’Reilly oraz Private Wars jako Gately.
Debiutował na małym ekranie jako kelner w jednym z odcinków sitcomu NBC Night Court (1988) z Harrym Andersonem, Markie Post i Johnem Larroquette. W latach 2001–2010 zagrał rolę prawnika Teda Bucklanda w 95 odcinkach serialu Hoży doktorzy. Lloyd był wokalistą zespołu The Blanks, który wystąpił też w serialu Hoży doktorzy pod nazwą The Worthless Peons.
W styczniu 2019 lekarze zdiagnozowali u niego nowotwór z przerzutami do mózgu, wątroby, kręgosłupa oraz żuchwy, którego nie dało się operować. Później komórki rakowe wykryto też w płucach. Zmarł 30 kwietnia 2020 w Los Angeles w wieku 56 lat. Był żonaty z Vanessą i miał syna Westona, który urodził się wkrótce po diagnozie Lloyda.

## Filmografia

### Filmy
- 1993: Wschodzące słońce (Rising Sun) jako Rick
- 1995 Bucket of Blood (TV) jako Leonard
- 1997: Flubberjako trener Willy Barker (niewymieniony w czołówce)
- 1999: Kosmiczna załoga  (Galaxy Quest) jako Neru
- 2003: The Real Old Testament jako Abraham
- 2003: Kurczak (The Mudge Boy) jako Ray Blodgett
- 2003: Advantage Hart (film krótkometrażowy) jako Gus Blanderskud
- 2004: The Swidge (krótkometrażowy) jako Gil
- 2004: Spelling Bee (krótkometrażowy) jako dr Jacobs
- 2004: Back by Midnight jako zastępca
- 2005: Cry for Help (krótkometrażowy) jako John
- 2007: Bracia Solomon (The Brothers Solomon) jako dr Spencer
- 2007: The Fifth jako Ken
- 2008 Pants on Fire jako Howard
- 2009 Waking Up With Monsters jako Phil
- 2009: ExTerminators jako Hutt
- 2009: Super Capers jako Herman Brainard

### Seriale
- 1988: Night Court jako kelner
- 1989: Night Court jako sprzedawca balonów
- 1990: City jako Lance Armstrong
- 1992: Matlock jako kelner
- 1993–1994: Kroniki Seinfelda (Seinfeld) jako Ricky
- 1995: Double Rush jako Barkley
- 1995: Champs jako Bulldog
- 1996: Świat pana trenera (Coach) jako Ed
- 1997: Szaleję za tobą (Mad About You) jako kuzyn David
- 1997: The Drew Carey Show jako Jack
- 1997: Ink jako Lionel Burton
- 1997–1998: Trzecia planeta od Słońca (3rd Rock from the Sun) jako Eddie
- 1999: Oni, ona i pizzeria (Two Guys and a Girl) jako doradca zawodowy
- 1998: Spin City jako kelner
- 1999: Zoe i przyjaciele (Zoe, Duncan, Jack & Jane)
- 1999–2002: Prezydencki poker (The West Wing) jako dowódca kosmiczny USA Bob Engler
- 2000: Battery Park jako Roy Galilean / Ray Giddeon
- 2000: Nowojorscy gliniarze (NYPD Blue) jako Larry
- 2000: Spin City jako paleontolog
- 2001: Jack i Jill (Jack & Jill) jako Andy Fickman
- 2001–2009: Hoży doktorzy (Scrubs) jako Ted Buckland
- 2002: Powrót do Providence (Providence) jako pan Smith
- 2002: Maybe It's Me
- 2002: Wbrew regułom (Philly) jako Leonard Dexter
- 2004–2005: Gotowe na wszystko (Desperate Housewives) jako dr Albert Goldfine
- 2005: Zwariowany świat Malcolma (Malcolm in the Middle) jako Jim, prezes stowarzyszenia sąsiedzkiego
- 2009: Wzór (Numb3rs) jako lider grupy
- 2010: Dopóki śmierć nas nie rozłączy (`Til Death) jako Dave
- 2011–2012: Cougar Town: Miasto kocic (Cougar Town) jako Ted Buckland
- 2012–2013: Pępek świata (The Middle) jako pan Walker
- 2014: Współczesna rodzina (Modern Family) jako Lester
- 2014: Kości (Bones) jako Donald McKeon
- 2015: Shameless – Niepokorni jako Buddy Diamond
- 2016: Dr Ken jako Gary
- 2018: Happy Together jako Gene Johnston
- 2019: Nie ma lekko (American Housewife) jako Sam Marks
- 2019: Współczesna rodzina (Modern Family) jako Bobby